# Кошки (род)
Ко́шки (лат. Felis) — род хищных млекопитающих из семейства кошачьих. В устаревших классификациях к нему причисляли всех представителей малых кошек, однако в современной классификации непосредственно к кошкам относятся лишь некоторые малые виды, обитающие в Евразии и Африке, из которых наиболее известной является произошедшая от лесной кошки домашняя кошка.

## Систематика
Согласно рекомендациям Целевой группы по классификации кошек (англ. Cat Classification Task Force), входящей в состав Группы специалистов по кошкам МСОП (англ. IUCN Cat Specialist Group), к роду Felis следует относить семь ныне живущих видов, перечисленных ниже. Предполагаемые даты генетической дивергенции видов указаны в соответствии с результатами анализа сегментов генов аутосом, xДНК, Y-ДНК и мтДНК 2006 года.
| Вид                                                                                           | Иллюстрация | Охранный статус МСОП и распространение |
| --------------------------------------------------------------------------------------------- | ----------- | -------------------------------------- |
| Домашняя кошка (Felis catus Linnaeus, 1758)                                                   |             | Не охраняется (одомашнена).            |
| Лесной кот (Felis silvestris Schreber, 1777) - Ветвь отклонилась 1,62—0,59 млн лет назад      |             | [ 3 ]                                  |
| Камышовый кот (Felis chaus Schreber, 1777) - Ветвь отклонилась 4,88—2,41 млн лет назад        |             | [ 4 ]                                  |
| Степной кот (Felis lybica Forster, 1780) - Ветвь отклонилась 1,86—0,72 млн лет назад          |             | [ 5 ]                                  |
| Черноногая кошка (Felis nigripes Burchell, 1824) - Ветвь отклонилась 4,44—2,16 млн лет назад  |             | [ 6 ]                                  |
| Барханный кот (Felis margarita Loche, 1858) - Ветвь отклонилась 3,67—1,72 млн лет назад       |             | [ 7 ]                                  |
| Китайская кошка (Felis bieti Milne-Edwards, 1892) - Ветвь отклонилась 1,86—0,72 млн лет назад |             | [ 8 ]                                  |

В 2007 году генетики, изучавшие митохондриальную ДНК кошачьих, назвали другую дату расхождения линий Felis bieti и Felis silvestris (включая домашнюю кошку в качестве подвида F. s. catus): 230 тыс. лет назад.
Лесная, степная и камышовая кошки встречаются в дикой природе на территории России. Манул относится к отдельному роду кошачьих.
Также, в 1904 году Константином Сатуниным был описан отдельный вид Felis daemon — закавказская чёрная кошка, при дальнейшем детальном изучении популяция была отнесена к домашним кошкам.
Иногда выделяется вымерший вид Felis lunensis Martelli, 1906, известный по ископаемым остаткам из плиоценовых и плейстоценовых отложений Венгрии и Италии; он является возможным непосредственным предком современного лесного кота и некоторыми авторами рассматривается как его подвид (Felis silvestris lunensis). Вымерший вид Felis attica Wagner, 1857 из миоцена Греции в 2012 году было предложено отнести к собственному роду Pristifelis.